# Adela Ramon Lligé
Adela Ramon Lligé (Barcelona, 17 de desembre de 1901 – Mèxic, ?) va ser una arqueòloga catalana.

## Biografia
Filla d'Eugeni Ramon i Falcó i d'Antònia Lligé i Pagès, va estudiar la carrera de Filosofia. Membre d'Acció Catalana Republicana, el 1934 fou elegida per a formar part de la Junta Directiva del partit.
Treballà al Museu d'Arqueologia de Barcelona, al costat de Pere Bosch i Gimpera, i es va integrar en el Servei d'Investigacions Arqueològiques (Secció Històrico-Arqueològica de l'Institut d'Estudis Catalans), creat el 1915. Durant la Guerra Civil va contribuir a organitzar al costat de Bosch Gimpera la protecció del Patrimoni Arqueològic, que es conduí fins a Agullana, a l'Empordà, i després fins a Ginebra.
Al final de la Guerra Civil espanyola es va exiliar a Mèxic, on arribà amb la seva família a bord del vaixell Ipanema l'any 1939. A Ciutat de Mèxic va fer de professora de la Escuela de Bibliotecarios y Archivistas (ENBA), fundada el juliol de 1945, impartint diferents matèries a les primeres generacions de bibliotecaris de Mèxic. Reprengué també la seva tasca com a arqueòloga en el context de la cultura asteca i el 1950 ingressà a l'Instituto Nacional de Antropología e Historia de Ciutat de Mêxic amb la tesi Estudio de las puntas arrojadizas de la altiplanicie de México.
El setembre de 1989, any de la primera convocatòria, obtingué un dels premis Josep Maria Batista i Roca, que atorga des d'aleshores l'Institut de Projecció Exterior de la Cultura Catalana (IPECC) en reconeixença de la tasca per mantenir i augmentar el coneixement de la cultura catalana a l'exterior.

## Obra
- Los protozapotecas. A: Del Nomadismo a los Centros Ceremoniales Editorial: Instituto Nacional de Antropologia e Historia (INAH), Mexico City, 1975
- La región oaxaqueña. La cultura zapoteca. A:Los pueblos y señoríos teocráticos. El período de las ciudades urbanas. pàgines 127-165. Instituto Nacional de Antropología e Historia, Departamento de Investigaciones Históricas, México, 1976